# 비토리오 에마누엘레 3세
비토리오 에마누엘레 3세(이탈리아어: Vittorio Emanuele III, 1869년 11월 11일 ~ 1947년 12월 28일)는 이탈리아의 국왕(재위 1900년 7월 29일~1946년 5월 9일)이다. 재위 중 에티오피아 황제(1936년~41년)와 알바니아 국왕(1939년~1943년)을 겸하였으나, 열강들은 이를 인정하지 않았다. 그의 재위기간 중에는 파시즘의 탄생과 대두, 그리고 몰락이 있었다.

## 생애
이탈리아의 국왕 움베르토 1세와 왕비 마르게리타 공주 사이에서 태어났으며 태어날 때부터 나폴리 공(이탈리아의 왕태자에게 주어지는 칭호)이었다. 1896년 10월 24일, 몬테네그로의 엘레나 공녀와 결혼하였으며, 1900년 아버지 움베르토 1세가 무정부주의자에게 암살된 직후 즉위했다.
당시의 이탈리아는 입헌군주국이었지만, 카를로 알베르토 국왕 때의 헌법에 따라, 국왕은 총리 임명권을 포함한 권한을 가지고 있었다. 수줍어하고 소극적이었던 성격의 왕은 1900~1922년 사이에 열 번도 넘게 정치적 위기가 찾아왔던 이탈리아 정치에 스트레스를 받고 있었다.
이탈리아는 제1차 세계 대전 당시 연합국으로 참전하여 승전국이 되었으나, 종전 후 사회 양극화로 몸살을 앓았다. 이 와중인 1922년에 베니토 무솔리니가 '검은 셔츠단'을 이끌고 쿠데타를 일으켰으며, 그는 무솔리니를 총리로 임명하였다. 무솔리니는 21년간 총리로 재임하였다.
이탈리아는 제2차 세계 대전 때 추축국으로 참전하였다. 그러나 1943년, 연합국 군대가 이탈리아에 상륙하자 이탈리아는 곧 항복하였다. 이 때 비토리오 에마누엘레 3세는 파시스트 평의회에서 베니토 무솔리니의 실각을 결의한 후, 그를 찾아온 무솔리니에게 평의회의 결정을 따를 것임을 통고하고 즉시 경찰을 불러 그를 감금시켰다. 결국 무솔리니는 총리에서 물러나고, 피에트로 바돌리오 내각이 들어섰다.
그러나 무솔리니는 독일 국방군에 의해 구출되었고, 북부 이탈리아에 이탈리아 사회 공화국을 세운다. 비토리오 에마누엘레 역시 무솔리니를 내각으로 임명했다는 비판에서 벗어날 수 없었으며, 그 자신 또한 그것을 느끼고 있었다. 결국 그는 1944년 4월이 되면 대부분의 권한을 움베르토 왕세자에게 넘겨주었다.
1945년 패색이 짙자 무솔리니는 도주하였고 이때 무솔리니를 완전히 정계에서 축출할 수 있었다. 무솔리니와 파시스트당의 당원들은 1945년 4월 공산당 파르티잔 부대원에 의해 이탈리아 국경에서 사로잡혀 처형되었다. 여론은 군주제 유지냐, 공화국 수립이냐를 둘러싼 국민투표를 요구했고, 군주제 유지에 도움이 되고자 1946년 5월 9일 움베르토에게 양위하였다. 그러나 반-파시스트 운동의 중심지였던 북부를 중심으로 왕정 폐지 운동이 거세게 일어났다. 최종적으로, 6월 2일의 투표 결과에서 군주제는 46%의 지지밖에 얻지 못했다. 이는 그와 무솔리니 사이에 있었던 결탁과 전쟁 중 북부를 중심으로 하는 반-파시스트 운동으로 인한 왕가에 대한 여론 악화의 결과였다. 사보이아 왕가 사람들은 이탈리아를 떠나야 했으며, 그는 이집트로 망명하여 1947년 사망했다.